# Manuel Bueno
Manuel Bueno (Siviglia, 5 febbraio 1940) è un ex calciatore spagnolo, di ruolo attaccante.

## Carriera
Militò per dodici anni nel Real Madrid, in cui fu sempre una riserva ma con il quale vinse 8 volte la Liga, 2 volte la Coppa dei Campioni ed una l'Intercontinentale.

## Palmarès

### Competizioni nazionali
- Campionato spagnolo: 8

Real Madrid: 1960-1961; 1961-1962; 1962-1963; 1963-1964; 1964-1965; 1966-1967; 1967-1968; 1968-1969
- Coppa di Spagna: 2

Real Madrid: 1961-1962; 1969-1970

### Competizioni internazionali
- Coppa dei Campioni: 2

Real Madrid: 1959-1960, 1965-1966
- Coppa Intercontinentale: 1

Real Madrid: 1960